# Hijos del Tercer Reich
Hijos del Tercer Reich (en alemán Unsere Mütter, unsere Väter, literalmente, Nuestras madres, nuestros padres) es una miniserie de televisión alemana ambientada en la II Guerra Mundial dividida en tres partes. Fue encargada por el canal público alemán ZDF, producida por la filial TeamWorx de la productora de cine UFA y estrenada en Alemania y Austria en marzo de 2013, consiguiendo cerca de siete millones de espectadores por capítulo. La serie narra la historia de cinco amigos alemanes, todos ellos de unos 20 años, y los diferentes caminos que todos ellos emprendieron en la Alemania nazi y la II Guerra Mundial como soldados de la Wehrmacht en el Frente del Este, como enfermera de guerra, como aspirante a cantante y como modisto judío. La narración de la historia abarca cinco años empezando en 1941 en Berlín, cuando los amigos se reúnen por última vez antes de emprender sus viajes, con la esperanza de volver a reunirse la Navidad siguiente. El final de la historia se sitúa entre 1945 y 1946, poco después del fin de la guerra.
Los hijos del Tercer Reich generó mucha controversia. The Economist llegó a decir que nunca antes una serie de televisión alemana había generado tanto debate público. La representación de los soldados alemanes como “otros”, diferentes de la mayoría de sus compatriotas y diferentes, provocó cierta incredulidad y fue criticada por su imprecisión histórica. Muchos críticos han apuntado que la serie está bien construida y la han alabado por mostrar aspectos de la guerra que no pueden verse en otras piezas sobre la II Guerra Mundial. Otros criticaron elementos como la representación de la resistencia polaca contra los nazis como fanáticos antisemitas, la banalización de la persecución de los judíos en la Alemania nazi, la ocultación de papel de Alemania en el Holocausto y de la diferencia entre las víctimas no alemanas y los perpetradores alemanes.

## Argumento
La serie se divide en tres partes de 90 minutos: Otro tiempo (Eine andere Zeit), Otra guerra (Ein anderer Krieg) y Otro país (Ein anderes Land).

### Episodio 1:Otro tiempo
Poco antes de que suceda la invasión alemana de la Unión Soviética, cinco amigos celebran una fiesta en Berlín. La serie nos presenta a todos sus protagonistas a través de Wilhelm; él y su hermano Friedhelm son dos soldados de la Wehrmacht, mientras que Wilhelm es un oficial de carrera respetado y condecorado, su hermano es un joven intelectual sin ningún tipo de interés por la vida militar; Viktor es un judío con el deseo de ser sastre, víctima de la represión de los nazis; Charlotte acaba de aprobar el examen para ser enfermera en el frente, adonde espera llegar con entusiasmo; por último, Greta, novia de Viktor, es una talentosa camarera cuya máxima aspiración es llegar a ser una gran cantante y celebridad.
Los cinco amigos se reúnen en el bar en el que trabaja Greta para despedir a Wilhelm y Friedhelm, que marchan rumbo al Frente Oriental. Se revela que Charlotte se siente atraída por Wilhelm, pero no siente capaz de confesárselo. En mitad de la celebración, un oficial de la Gestapo irrumpe al escuchar «música proscrita». Al final, todos prometen reunirse para Navidad creyendo que la guerra finalizará pronto.
El avance de las tropas alemanas en la Unión Soviética es imparable. Los hermanos Wilhelm y Friedhelm son miembros de una división que participa en el avance hacia Moscú; Wilhelm es el respetado teniente de la unidad de la cual Friedhelm forma parte, sin embargo, este presenta una actitud completamente indolente que hace que sea la deshonra de su hermano. Tras recibir un severo correctivo por parte de sus compañeros de pelotón y el desprecio de su hermano, Friedhelm se va curtiendo cada vez más hasta convertirse en la mano derecha de Wilhelm.
Charlotte llega al hospital militar al que está destinada, el cual está muy cerca de la unidad de Wilhelm. Charlotte llega como una entusiasta recluta, pero con el paso del tiempo y observar la crudeza de la guerra, comienza a endurecerse. También conoce a Lilija, una enfermera ucraniana judía con la que traba amistad y a la que terminará delatando ante la policía militar.
Greta y Viktor continúan con su vida en Berlín. Greta inicia una relación con Dorn, un alto oficial de la Gestapo, el cual consigue ayudarla en su pretensión de ser artista. La cada vez mayor opresión que los nazis realizan sobre la población judía hace que Viktor desee abandonar Alemania, para lo cual Greta le consigue un salvoconducto para llegar a Francia gracias a este alto oficial. Sin embargo, Viktor es detenido por la Gestapo, pues Dorn no tenía intención de salvarlo, siendo enviado a un tren con destino a un campo de concentración.

### Episodio 2:Otra guerra
El episodio sucede en 1943. Los alemanes fracasan en llegar a Moscú y tomar Stalingrado, sufriendo cada vez más bajas ante unos soviéticos que comienzan a tener la iniciativa en la guerra. 
Greta ahora es una cantante de éxito en Alemania conocida como «Greta del Torres». El alto oficial de la Gestapo, su amante, decide organizar una gira para Greta por el Frente Oriental, ocasión en la que se reencuentra con Wilhelm, Friedhelm y Charlotte. Greta se desilusiona al observar las penurias del frente y lo que la guerra ha cambiado a sus viejos amigos.
Wilhelm ya no se siente capaz de creer en la victoria final y su espíritu de líder comienza a decaer. Su unidad se dispone a tomar una estación de telégrafos mientras se sucede la Batalla de Kursk. Durante el asalto, casi toda la unidad de Wilhelm cae y este es dado por muerto por su hermano Friedhelm, el cual queda como único superviviente, aunque malherido. Sin embargo, Wilhelm ha sobrevivido y se refugia en una cabaña abandonada hasta que cierto día es descubierto por unos soldados alemanes, los cuales lo arrestan por deserción.
Viktor consigue escapar del tren que lo llevaba al campo de concentración junto a una polaca llamada Alina. Se refugian en una aldea, pero al ser descubiertos, escapan y se reúnen con los partisanos polacos, a los cuales Viktor no les revela su condición de judío debido a su antisemitismo.
Un herido Friedhelm llega al hospital de Charlotte, donde consigue salvarse a duras penas. Debido a su estado es licenciado y regresa a casa, no sin antes revelarle a Charlotte que Wilhelm ha fallecido, lo que lleva a esta a iniciar un romance con el médico del hospital. Friedhelm regresa a su hogar, solo para encontrarse con el desprecio de su padre y de sus convecinos; sin ninguna razón para seguir allí, decide volver a alistarse.
Después de lo observado en el frente ruso, Greta adquiere un carácter alicaído, siendo arrestada por la Gestapo debido a que realiza comentarios derrotistas en público.

### Episodio 3:Otro país
Ya para 1944, los alemanes se encuentran en franca retirada. Los soviéticos ya han expulsado a los alemanes de su territorio y se encuentran en las cercanías de Varsovia.
Condenado por deserción, Wilhelm es trasladado a una unidad de castigo para desertores y opositores que realiza trabajos forzados en el frente. Mientras tanto, Charlotte continúa con su trabajo en el hospital, con el objetivo de proporcionar apoyo y el menor sufrimiento a los soldados después de perder toda fe en la victoria. Denunciada por una compañera, el médico le proporciona un permiso de vuelta a Alemania. En ese momento, Wilhelm y la unidad de castigo llega al hospital, reencontrándose con una turbada y furiosa Charlotte que le declara su amor entre lágrimas.
Viktor continúa combatiendo junto a los partisanos, a los cuales tiene ahora que combatir Friedhelm. Ambos se encuentran en un camino, cuando los compañeros de armas de Viktor preparan una emboscada al pelotón de Friedhelm, el cual se entera por boca de su comandante de que Wilhelm está vivo. Durante el asalto a un tren que transportaba judíos, Viktor se delata al liberarlos de los vagones; los partisanos desean asesinarlo, pero su líder decide dejarlo libre. Durante otro enfrentamiento entre el pelotón de Friedhelm y los partisanos, él y Viktor vuelven a reencontrarse.
Para inicios de 1945, los soviéticos ya están cerca de Berlín y la guerra ya está completamente perdida para Alemania. El hospital de Charlotte está a punto de caer en manos de los rusos. Deciden evacuarlo a toda prisa, pero Charlotte se queda atrás para buscar a su amiga Sonja, una enfermera desertora rusa. Los soviéticos irrumpen, acaban con todos los pacientes y uno de los soldados viola a Charlotte; en ese instante, aparece Lilija, intermediando para salvar a Charlotte, pero no así a Sonja.
Greta se encuentra en la prisión de la Gestapo, donde recibe la visita de Dorn, su antiguo amante, quien la insta a firmar una declaración de que Dorn ayudó a un judío a escapar como manera de congraciarse con los Aliados cuando caiga Alemania, a lo cual ella se niega. Ante la inminente llegada de los soviéticos, Greta es sentenciada a muerte y fusilada.
Poco antes de la rendición de Alemania, Wilhelm consigue acabar con la vida del sádico comandante del pelotón de castigo y escapar. Por su parte, Friedhelm es puesto al mando de un pelotón del Volkssturm, topándose con tropas soviéticas; Friedhelm fallece tras lanzarse en solitario contra los soldados para permitir que sus compañeros, niños y ancianos, puedan escapar.
En mayo de 1945, con la guerra ya acabada, Viktor regresa a su hogar en Berlín, descubriendo que sus padres fueron enviados a los campos de exterminio y de la muerte de Greta. Después se topa con Dorn, quien ahora trabaja para las nuevas autoridades pese a que estas saben que era un comandante de la Gestapo. Finalmente, llega al viejo bar de Greta donde los cinco amigos se reunieron por última vez; Wilhelm y Charlotte llegan poco después. Tras oír de los destinos de Friedhelm y de Greta, los tres se reúnen y brindan por los que siguen vivos y por los que ya no están.

## Personajes

### Wilhelm Winter
Wilhelm (Volker Bruch) es el narrador de la historia. Al inicio de los capítulos ofrece un monólogo y, cuando la acción se centra en el presente, resume todo lo que ha ocurrido hasta entonces. 
En el episodio piloto se revela que es un oficial que ha servido en la invasión de Polonia y en la de Francia. Oberleutnant y condecorado con la Cruz de Hierro, Wilhelm representa el ideario del soldado alemán: disciplinado, honorable, patriota y voluntarioso, lo que hace que sea el hijo predilecto de su padre y una figura respetada por sus hombres.
Wilhelm es el hermano mayor de Friedhelm, quien demuestra una actitud completamente opuesta a la de su hermano, lo que le hace ganarse el desprecio de su padre y de sus compañeros de armas; Wilhelm es su superior dentro de la unidad y ejerce como su protector ante sus hombres. Mantiene también una gran amistad con Viktor, Greta y Charlotte, estando esta última enamorada de él; Wilhelm es consciente de ello, pero no quiere corresponderla temiendo que en cualquier momento pueda morir en el frente.
Según transcurre el conflicto, Wilhelm posee una evolución opuesta a la de su hermano. Al observar los horrores cometidos por la Wehrmacht en la retaguardia y la crudeza del frente, su fe en la victoria decae, así como su espíritu de liderazgo entre sus hombres. Esto lo lleva a desertar tras ser dado por muerto en un enfrentamiento con los rusos durante el transcurso de la Batalla de Kursk, combatiendo por lo que él consideraba un objetivo cuestionable y tras perder a casi todos sus hombres. Arrestado y condenado por deserción, Wilhelm es trasladado a un pelotón de castigo para realizar trabajos forzados en el frente.
Wilhelm consigue reunirse con Charlotte en el hospital militar donde esta se desempeña, quedando turbada pues lo creía muerto y declarándole su amor entre lágrimas. Wilhelm prosigue con su trabajo en el batallón de castigo, hasta que elimina a su sádico comandante y huye junto a otro compañero. Tras el final de la guerra consigue llegar a Berlín y reunirse con Viktor y Charlotte, los otros supervivientes del grupo de amigos.

### Charlotte
Charlotte (Miriam Stein), conocida como «Charly» por sus amigos, está enamorada secretamente de Wilhelm. Al inicio de la serie acaba de aprobar el examen para servir como enfermera voluntaria en la invasión alemana de la Unión Soviética. Se revela que Charlotte está enamorada de Wilhelm, pero no se siente capaz de confesárselo pese a las insistencias de Greta de que lo haga.
Charlotte llega con entusiasmo al frente, pero inicialmente no puede soportar ser testigo del sufrimiento de los soldados. Traba amistad con Lilija, una enfermera ucraniana judía que sirve en el hospital, a la que termina denunciando a la policía militar.
Charlotte comienza a endurecerse con el transcurso de la guerra. Sin embargo, su destino cambia cuando Friedhelm, el cual llega a su hospital tras ser herido en el frente, le revela que Wilhelm ha muerto en combate, lo cual no resultó ser así. Sintiendo que ya no tiene sentido guardarse para quien es su gran amor, inicia un romance con el médico jefe del hospital. Al año siguiente, Wilhelm hace aparición en el hospital, revelándose que sigue vivo pero que ha sido condenado a un batallón de castigo por deserción. Entre lágrimas, Charlotte se muestra furiosa y le declara su amor, huyendo; tras recomponerse intenta volver con él, pero descubre que su pelotón se ha marchado.
El avance de los soviéticos resulta imparable y el hospital está a punto de caer en sus manos. Durante la evacuación, Charlotte se queda atrás buscando a su amiga Sonja, una enfermera rusa. Ambas quedan a merced cuando el Ejército Rojo asalta el hospital; eliminan a los heridos, detienen a Sonja y uno de los soldados viola a Charlotte. En ese momento, aparece Lilija, la cual se revela que es una comisario político y consigue salvarla en el último momento, pero no así a Sonja, la cual es ejecutada por traición. Charlotte sirve como enfermera para los rusos y consigue salvar su vida gracias a la intermediación de Lilija.
Tras el fin de la guerra, Charlotte consigue reunirse en el bar donde los cinco amigos se juntaron con Wilhelm y Viktor, los otros supervivientes, brindando por Greta y Friedhelm.

### Greta Müller
Greta (Katharina Schüttler) es una camarera de un bar en Berlín. Bella y ambiciosa, su máxima aspiración es convertirse en cantante y en una gran celebridad. Mantiene una relación clandestina con Viktor, un judío, quien también forma parte de su grupo de amigos junto a Wilhelm, Friedhelm y Charlotte.
En el primer episodio, el grupo celebra una fiesta clandestina en el bar de Greta para despedir a Wilhelm, Friedhelm y Charlotte, quienes se van a servir en el Frente Oriental. La celebración es interrumpida bruscamente por Dorn, un agente de la Gestapo que ha sido informado sobre que en la fiesta se está escuchando swing, música prohibida. Greta inicia una relación con este agente, debido a que posee conexiones y puede ayudarla en su carrera artística, a la vez que intenta conseguir papeles que permitan a su novio Viktor huir de Alemania.
Con el tiempo, Greta adquiere gran fama como cantante, siendo conocida como «Greta del Torres». Cuando la esposa de Dorn empieza a sospechar que este puede mantener una relación extramatrimonial, decide enviar a Greta en una gira por el Frente Oriental para cantar frente a los soldados alemanes. Allí, Greta se encuentra con sus amigos Wilhelm, Friedhelm y Charlotte, demostrándose que todos han cambiado con el transcurso de la guerra. Greta se queda atrapada en el hospital de Charlotte cuando su chófer se marcha sin ella al inicio de la Batalla de Kursk, quedándose para ayudar a su amiga. Las experiencias que vive en el hospital la dejan traumatizada, entendiendo la crudeza del frente y que Alemania va a perder la guerra. Tras regresar a Berlín, expresa sus sentimientos derrotistas frente a un grupo de soldados ebrios que la estaban provocando, lo que causa que sea detenida por la Gestapo por Wehrkraftzersetzung —actos subversivos en el esfuerzo de la guerra—.
Estando en una cárcel de la Gestapo, recibe la visita de Dorn, anunciándole que está embarazada de él; esto causa su furia, golpeándola en el estómago hasta dejarla desmayada. Greta continúa su vida en la prisión confraternizando con el resto de presas, hasta que recibe una última visita de Dorn; ante la cada vez más previsible derrota alemana, pretende que Greta firme un documento que expone que ayudó a un judío a escapar de Alemania, cosa que no era cierta, a lo que Greta se niega. Ante la inminente llegada del Ejército Rojo, es condenada a muerte y fusilada.

### Viktor Goldstein
Viktor (Ludwig Trepte) es un judío que, junto a su familia, padece la represión que los nazis practican sobre la población judía. Viktor es, asimismo, el novio de Greta, con quien forma una pareja inseparable junto a sus amigos Wilhelm, Friedhelm y Charlotte.
Tras la marcha de sus amigos al Frente Oriental, Viktor y Greta mantienen su relación de manera clandestina para evitar ser acusados de Rassenschande —contaminación racial—. Para lograr que salga de Alemania, Greta seduce y convence a Dorn, un alto oficial de la Gestapo, para que le proporcione papeles que permitan su huida. Aparentemente, Greta le consigue un pasaporte falso para que pueda viajar a Francia, sin embargo, Dorn le traiciona e informa a la Gestapo, de manera que Viktor es arrestado y enviado en un tren a un campo de concentración.
Viktor consigue fugarse del tren en marcha junto a una polaca llamada Alina, uniéndose a un grupo de partisanos del Armia Krajowa. Viktor oculta su condición de judío debido al evidente antisemitismo de los partisanos, siendo consciente de la realidad únicamente Alina. Viktor consigue ganarse la lealtad del líder del grupo de partisanos, combatiendo junto a ellos. Durante una escaramuza que su grupo hizo a un pelotón alemán, Viktor se reencuentra con Friedhelm, reconociéndolo y evitando disparar para salvarle la vida.
Durante un asalto a un tren que, supuestamente, transportaba armas, los partisanos descubren que se trata de un tren que transporta judíos, a los cuales se niegan a liberar. Viktor delata su condición liberando a los judíos del tren, lo que causa que el resto del grupo decida eliminarlo. El líder, que ha tomado afecto a Viktor, decide dejarlo libre. Durante su partida, los partisanos son atacados por la unidad de Friedhelm, quien le devuelve el favor acabando con su comandante cuando este se disponía a acabar con él, despidiéndose ambos de nuevo y para siempre.
Tras el final de la guerra, Viktor regresa a Berlín, descubriendo que sus padres ya no están en su viejo piso y que, probablemente, han fallecido en los campos de exterminio, así como Greta. Asimismo, descubre que Dorn, el hombre que le traicionó, ahora trabaja para las nuevas autoridades aliadas. Su último destino será el viejo bar donde los amigos se reunían, reencontrándose con Wilhelm y Charlotte, los otros dos supervivientes, brindando por Greta y Friedhelm.

### Friedhelm Winter
Friedhelm (Tom Schilling) es un joven sensible e intelectual que no tiene ninguna ambición como soldado. Sirve como contraparte de su hermano Wilhelm, un respetado y condecorado oficial de la Wehrmacht.
Friedhelm sirve en la misma unidad que su hermano, quien es su líder. Friedhelm no siente ningún aprecio por la vida militar ni aprueba la invasión alemana sobre la Unión Soviética, manteniendo una actitud indolente y provocadora sobre su hermano. Asimismo, mantiene una actitud cobarde en el frente, lo que le hace ganarse el desprecio de su hermano y de sus compañeros de armas. Friedhelm se niega a apagar su cigarrillo cando un avión Polikarpov U-2 les sobrevolaba, lo que causa un ataque del avión; sus compañeros le dan una paliza con el consentimiento de su hermano.
Según avanza la guerra, Friedhelm comienza a endurecerse y se convierte en la mano derecha de su hermano, quien, como contraposición, cada vez pierde más su espíritu combativo y su fe en la victoria. Friedhelm se vuelve cada vez más frío, perdiendo a toda su unidad durante un asalto a una estación de telégrafos y dando a Wilhelm por muerto tras la explosión de un Panzerfaust. Friedhelm se oculta disfrazándose como un soldado soviético, solo para ser abatido por sus propios compañeros al confundirle con un ruso. Friedhelm llega al hospital militar donde sirve Charlotte, quien convence al médico jefe de que le opere para salvarle la vida después de darlo por desahuciado. Antes de ser enviado de vuelta a casa, le revela a Charlotte el destino de Wilhelm; lo que ellos no saben, es que este ha sobrevivido y se ha convertido en desertor.
Tras regresar a casa, Friedhelm experimenta el desprecio de su padre y de sus convecinos, lo que le convence de volver a alistarse. Es destinado a Polonia, a combatir a los partisanos bajo el mando del  Sicherheitsdienst (SD) Hiemer, el cual lo utiliza como verdugo en sus operaciones contra los partisanos aprovechando la veteranía y frialdad de Friedhelm. Su unidad combate contra el grupo de partisanos en el que lucha su amigo Viktor, salvándole la vida cuando acaba con Hiemer.
Hacia el final de la guerra, Friedhelm sirve como comandante de un pequeño pelotón Volkssturm formando por ancianos y jóvenes de las Juventudes Hitlerianas. Cierto día, el grupo se topa con un pelotón del Ejército Rojo. Para evitar que sus camaradas mueran en vano, se lanza en solitario contra los soldados soviéticos, siendo abatido por el fuego de ametralladora.

## Reparto principal
Participaron en la miniserie:
- Volker Bruch: Wilhelm Winter
- Tom Schilling: Friedhelm Winter
- Katharina Schüttler: Greta Müller
- Ludwig Trepte: Viktor Goldstein
- Miriam Stein: Charlotte
- Mark Waschke: Dorn
- Christiane Paul: Lilija
- Sylvester Groth: Sturmbannführer / Standartenführer Hiemer
- Henriette Richter-Röhl: Hildegard
- Götz Schubert: Dr. Jahn
- Bernd Michael Lade: Feldwebel Krebs
- Maxim Mehmet: Hauptmann Feigl
- Alina Levshin: Alina, una polaca de Varsovia
- Samuel Finzi: Padre de Viktor
- Dorka Gryllus: Madre de Viktor
- Johanna Gastdorf: Madre Winter
- Peter Kremer: Padre Winter
- Anne Diemer: Esposa de Dorn
- Trystan Pütter: Bertok
- David Zimmerschied: Schneider
- Joel Basman: Bartel
- Antonio Wannek: Koch
- Lucas Gregorowicz: Líder partisano polaco
- Benjamin Trinks: Eins
- Michael Ihnow: Francizek
- Ludwig Blochberger: Freitag
- Hildegard Schroedter: Enfermera jefe alemana
- Tino Mewes: Zwei
- Marek Harloff: Karow
- Jean Denis Römer: Oficial ruso en el hospital
- Martin Hentschel: Oficial que se suicida
- David Zimmerschied: Schneider
- Laurens Walter: Dorn's Adjutant
- Kristoffer Fuss: Soldado ruso
- Jan Niklas Berg: Soldado alemán
- Matthias Halbrock: Russian doctor
- Adam Markiewicz: Stanislawski
- Martin Bruchmann: Schmidt
- Andre Borning: Oficial ruso
- Bruno Montani: Soldado
- Inga Jarkova: Sonja, enfermera rusa
- Bernhard Conrad: Feldwebel
- Franziska Böhm: Krystyna
- Florian Andreas Rittweger: Traidor alemán

## Recepción y críticas
En Alemania, la serie tuvo una audiencia, en su episodio final de 7'6 millones de espectadores, con una cuota de pantalla del 24%. La serie no estuvo exenta de polémica debido a la dura historia nazi de Alemania, todavía fresca en la política, la memoria y la intelectualidad del país, donde cualquier intento de abordar aquella fase desde una perspectiva que vaya más allá de la pura condena moral suele se recibida con críticas desiguales. El propio título muestra según los críticos de la película, en especial estadounidenses y británicos, el verdadero objetivo de la serie, hacer que "nuestros padres, nuestras madres" sean vistos con una óptica histórica benévola, la de la humanidad en medio de la locura: ya no es Alemania en pleno la que aúpa y apoya a Hitler desde el 33 hasta el 45, sino un grupo de minoritario de nazis que se dibujan como unos abusones un tanto desequilibrados. Así la terrible historia alemana se convierte en la herencia de "otros" no de "nuestros padres y nuestras madres". Para otros es una reconciliación con su pasado y de alguna manera poder mirar el mismo sin el complejo de culpabilidad que ha atenazado a generaciones de alemanes. 
En Polonia, no sentó nada bien el tratamiento antisemita que la serie da al grupo de partisanos. 
La serie refleja los hechos históricos reales, pero según sus críticos está a su vez llena de contradicciones, pues relata situaciones que es muy difícil o imposible que tuvieran lugar, desde la amistad de 4 amigos arios puros, con un judío, dos de ellos hijos de orgullosos alemanes. Los cuatro en esa época debían tener 20 años y por tanto llevarían 8 años sometidos al proceso de nazificación y adoctrinamiento, debían haber sido parte de la juventudes hitlerianas y tendrían muy escaso contacto con judíos pues las leyes de pureza racial habían apartado a éstos de la sociedad, no siendo por tanto creíble que tuvieran un amigo del alma judío, hasta las continuas dudas y reparos morales que muestran los personajes, que dejan para "otros alemanes" el protagonismo de todos los episodios vergonzosos de la Segunda Guerra Mundial. Así son otros los antisemitas, pero no son más antisemitas que rusos o polacos, son otros los fanáticos, son otros los que invaden países matando y robando, los que disfrutan asesinando inocentes y ellos se consideran a sí mismos héroes por luchar por su patria, honorables soldados que cumplen con su obligación. Por otra parte, también se puede señalar que no era infrecuente la amistad entre judíos alemanes y alemanes arios, ya que previo al advenimiento de Hitler los judíos estaban integrados a la sociedad y convivían sin mayores incidentes, aun en una Europa de carácter antisemita como la de principios y mediados del siglo XX. De hecho son de conocimiento general los múltiples actos de protección de población civil hacia sus vecinos judíos aun a riesgo de ser denunciados al régimen nazi. la miniserie claramente destaca y pone en primera plana el sufrimiento del pueblo judío en manos del nazismo, pero a la vez se evade de los estereotipos clásicos del cine que muestran al alemán como una bestia sanguinaria, haciendo hincapié en que se trataba de seres humanos pasibles de seducción por políticas negativas e ideologías nefastas, una cuestión que, en mayor o menos grado, hemos visto a lo largo de toda la historia de la humanidad. No minimiza ni diluye el horror del nazismo, sino que elimina los estereotipos y nos hace entender que las cosas no son blanco o negro y mucho menos en una guerra, donde la humanidad se sumerge en la barbarie más extrema.
La huida de Viktor del tren que se encamina a los campos de concentración es así mismo imposible, porque los judíos viajaban hacinados, sin espacio ni para sentarse, mucho menos para poder manipular un cuchillo y levantar las tablas del vagón. Así mismo en esa huida solo saltan la partisana polaca y Viktor, mientras los demás se niegan a hacerlo por miedo, dibujando una imagen de los judíos que contribuye a hacerlos responsables de su propia desgracia.
En suma la serie pone el acento en la excepción, que las hubo, pero fueron muy escasas, en vez de en la norma, que fue la colaboración entusiasta del grueso de la sociedad alemana (cuando Hitler convoca las últimas elecciones democráticas, el 52,4%  de la población votó por él) con el nazismo. (El otro 47,6% no lo hizo)

## Premios
En 2014 la serie fue galardonada con el premio Emmy a la mejor miniserie para televisión.